# 라이카 M 모노크롬
라이카 M 모노크롬(영어: Leica M Monochrom)은 2012년 5월 공개된 라이카의 풀프레임 디지털 레인지 파인더 카메라이다. M9과 같은 바디, 성능을 가졌으나 흑백 촬영(세피아, 콜드, 셀레늄 색상)만을 지원하며, ISO 범위가 10,000까지 지원하는 차이점이 있다. 컬러 촬영에 필요한 컬러 필터 어레이 층을 제거하여, 보다 심도있는 사진을 촬영할 수 있으며, 비슷한 수준의 센서보다 훨씬 더 많은 광량을 받아들일 수 있다.

## 외형
기존 라이카 M9과 같은 Type 220 바디를 공유하지만, 블랙 크롬 상판 및 필기체, M 네이밍 각인 삭제, 플래시 핫슈의 검은색 도색(시리얼 넘버 및 'Monochrom' 각인은 검은색상으로 처리), 전면 로고의 삭제, 후면 레이블 글씨의 검은색 처리가 되어있다.